# Bill Baird (football américain)
(en) Statistiques sur pro-football-reference
William Arthur Baird, né le 1er mars 1939 à Lindsay, est un joueur et entraîneur américain de football américain.

## Biographie

### Enfance
Baird étudie à la Lindsay High School de sa ville natale. 

### Carrière

#### Université
De 1959 à 1962, Baird joue pour les Gators de San Francisco State, équipe de l'université d'État de San Francisco. Il est introduit au temple de la renommée de l'université en 1988.

#### Professionnel
Non sélectionné par une équipe lors d'un draft de la NFL, Bill Baird obtient un essai chez les Colts de Baltimore, entraîné par Weeb Ewbank, et signe en novembre 1962 avant d'intégrer le camp d'entraînement en juillet 1963. Cependant, Ewbank s'engage avec les Jets de New York et le nouvel entraîneur de Baltimore, Don Shula, ne conserve pas Baird dans son effectif. Charley Winner, coordinateur défensif d'Ewbank chez les Colts, recommande Baird à son entraîneur et le cornerback signe avec New York. 
Le diplômé de San Francisco State dispute sept saisons avec les Jets et collecte dix-sept intercpetions lors de ses trois premières années. Baird devient le joueur ayant intercepté le plus de passes de l'histoire des Jets avec trente-quatre et est définie comme l'un des meilleurs joueurs de l'histoire de la franchise. Il participe à la victoire au Super Bowl III face à Baltimore et arrive à rendre inefficaces les receveurs des Colts avec Jim Hudson, Randy Beverly et Johnny Sample. 
Après sa carrière de joueur, Baird devient entraîneur, étant chargé des defensive backs des Jets de New York de 1981 à 1984. Il entraîne également des lycées et des équipes d'universités, se retrouvant dans le staff des Bulldogs de Fresno State et des Tigers du Pacifique.